# いいむれまさき
いいむれ まさき（本名：飯牟禮雅貴〔読み方同じ〕、1977年（昭和52年）11月5日 - ）は、かつてホリ・エージェンシーに所属していた日本のグラビアアイドルである。

## 人物
- 出身地：東京都
- 身長：165cm
- スリーサイズ：B-86cm／W-60cm／H-86cm
- 血液型：O型
- 趣味：ネイルアート、ショッピング、カラオケ
- 特技：ダンス（埼玉県立福岡高等学校はダンス部に所属）マッサージ、腕相撲
- ピアス穴：右2、左2

## 来歴
- 1995年、ホリプロタレントスカウトキャラバンに応募。ファイナリスト6名の中に残りエントリーナンバー3番を付けて挑むも賞を逃すが[1]、間もなくしてホリ・エージェンシーにスカウトされ、芸能界入り。同年10月『NEWSモーニングJAM』（テレビ東京）にてテレビデビューする。
- 1996年1月より約3ヵ月間、テレビ朝日の『オリンピッククイズ 燃えろ!アトランタ王』にて、正解者に人形を置くアシスタントとして出演。
- 1996年4月より、テレビ東京の深夜バラエティ番組『Y2club』にレギュラー出演。番組は放送と同時に話題となり、他の出演アイドル達と共にグラビアを飾るほどの人気となった。
- 1996年8月より、WOWOWのスポーツ情報番組『SPORTS KISS』にレギュラー出演。当時、文藝春秋で発行されていた漫画雑誌『コミックビンゴ』（現在は廃刊）で行われた連動企画「BINGOガールCHAMP」の読者による人気投票でグランプリを獲得した。
- 1997年、フジテレビのバラエティ番組『タモリのネタでNIGHTフィーバー!』に“フィーバーズ”の一員としてレギュラー出演。フィーバーズ降板後はカメラ雑誌のモデルとしても活動していたが、1999年[2]に芸能界を引退。わずか4年の芸能活動において、ソロ写真集や映像作品は1作も発表していないが、Y2clubにてイメージビデオと写真集を発表している。また、NHKの番組出演もある。
- 青山円形劇場の舞台作品、バカルディの『生たまごかけご飯』においては、三村マサカズの好きな女性（りょうちゃん）を熱演、見事ヒロインを演じ、本格的に女優としてのスタートをきった。

## 出演したテレビ番組
1995年
- NEWSモーニングJAM（テレビ東京）

1996年
- オリンピッククイズ 燃えろ!アトランタ王（テレビ朝日）
- Y2club（テレビ東京）
- SPORTS KISS（WOWOW）

1997年
- TVじゃん!! BREAK（1月20日、ytv・日本テレビ系）
- 自転車日記（フジテレビ）
- タモリのネタでNIGHTフィーバー!（フジテレビ）

1998年
- A姉妹通信（テレビ朝日）
- NHK

## 出演ビデオ
- Y2club
- 生たまごかけご飯

## 写真集
- Y2club

## 舞台
- 生たまごかけご飯